# Manuel Cuadros Escobedo
Manuel Elías Cuadros Escobedo (Cuzco, 28 de enero de 1908-Lima, 11 de octubre de 1989) fue un docente, historiador y contador público peruano. Investigó y fue autor de diversas publicaciones relacionadas con el patrimonio cuzqueño.

## Biografía
Nació en Calle Plateros, en la zona monumental del Cuzco, el 28 de enero de 1908. Hijo de Manuel Cuadros Pérez y Leonor Escobedo Arispe Bustamante. Fue primo de Carlos Alberto Seguín. Realizó sus estudios en el Colegio Nacional de Ciencias y Artes del Cuzco.
Estudió en la facultad de letras de la Universidad Nacional de San Antonio Abad del Cusco, donde se recibió de bachiller en 1941 y posteriormente de doctor. Asimismo, se recibió de contador público en la Universidad Nacional Mayor de San Marcos en 1942. En el ámbito del periodismo, fue jefe de información y redacción del diario El Comercio en Cuzco, entre otros empleos. Miembro fundador del Club de Leones en su ciudad natal, en 1947.
Fue profesor de inglés desde 1935, y posteriormente rector del Colegio Nacional de Ciencias y Artes del Cuzco, el más antiguo del Perú y su propia casa de estudios, en el periodo entre 1958 y 1960. Dirigió el Colegio Nacional Deán Valdivia. Fue director del Colegio San Luis Gonzaga de Ica, y en tal calidad conformó, como asesor, la comisión organizadora de la Universidad Nacional San Luis Gonzaga en 1961.
Fue miembro de la Asociación de Escritores, Artistas e Intelectuales del Perú.
Falleció en Lima, el 11 de octubre de 1989.

## Vida privada
Fue tío del ministro y candidato presidencial Manuel Rodríguez Cuadros.
Contrajo matrimonio con María Cristina Esparza, y fue padre de Helmut Gastón Cuadros Esparza.

## Obras
- Una visita a las nuevas ciudades de la Región de Machupicchu (1941).
- Historia y arquitectura de los templos del Cuzco. Editorial Rímac (1946).
- Paisaje y obra, mujer e historia: Clorinda Matto de Turner (1947).
- Restauración española de la Catedral del Cuzco.
- El Valle Sagrado de los Incas. Editorial Universitaria de Arequipa (1957).
- Cinco cuentos cuzqueños. Editorial Garcilaso (1960).
- Retamayocc, o el oasis de una raza (1971).